# エケベリア属

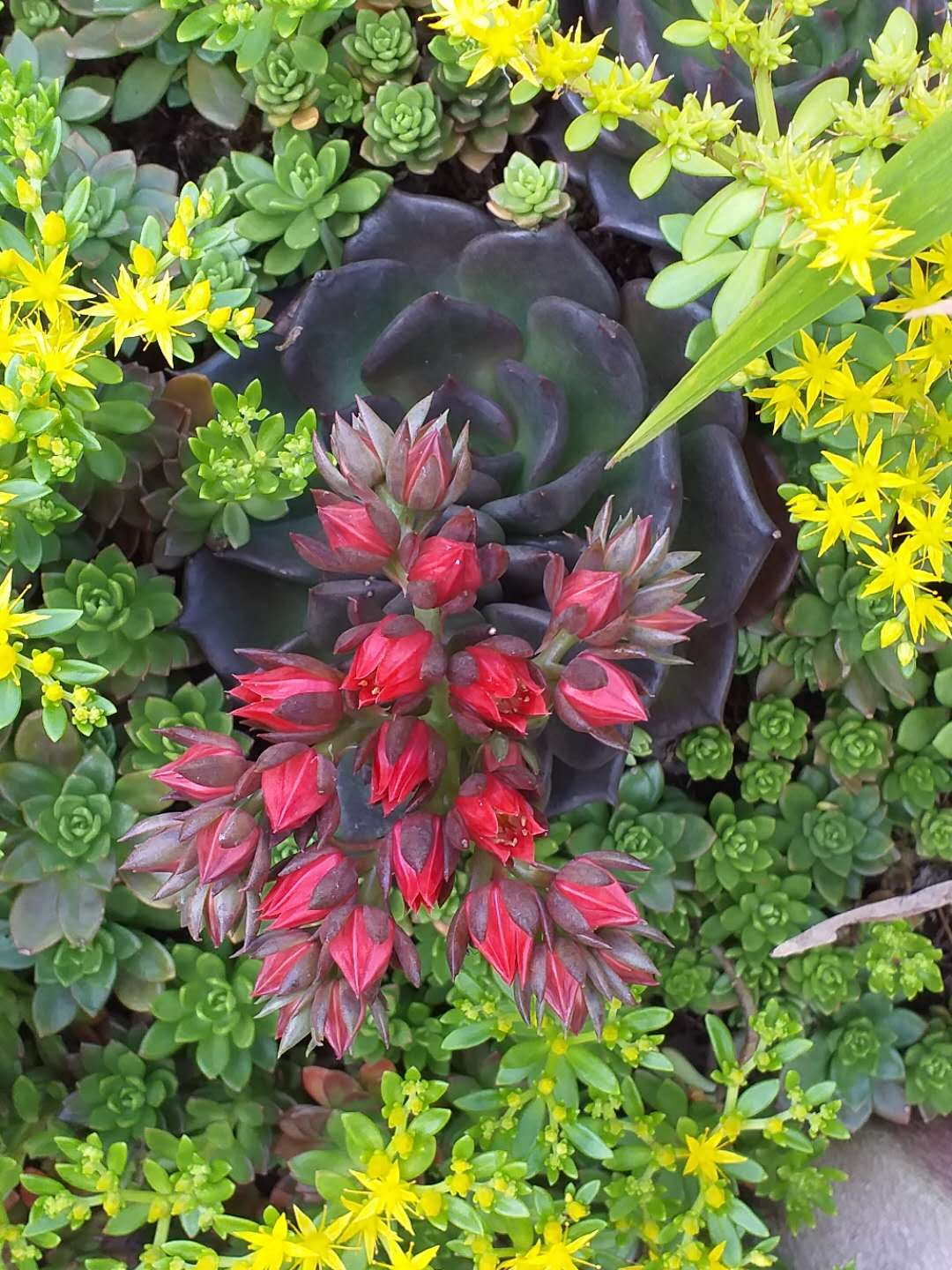
Echeveria ‘Black Prince’. 2018 Taichung World Flora Exposition, Taiwan.

エケベリア属（Echeveria）とは、ユキノシタ目ベンケイソウ科に属する属である。分布の80％はメキシコが占めており、中南米・アメリカの岩場や樹木、乾燥地帯にも自生している。
属名は18世紀メキシコの植物画家で植物探検調査隊に加わったアタナシオ・エチェベリア・イ・ゴドイ（Atanasio Echeverría y Godoy）に由来し、19世紀前半にスイスの植物学者オーギュスタン・ピラミュ・ドゥ・カンドールによって命名された。ベンケイソウ科全体にいえることだが、この属にも多肉植物が多く含まれている。肉厚の葉が放射状に広がり、3～50cmのロゼットを形成する。多肉植物のなかでも人気の高い属であり、約180の原種のほか数多くの園芸交配種が存在する。晩秋から春にかけて日によく当たると葉が紅葉し、早春から初夏にかけては小輪ながらも色鮮やかな花を咲かせる。